# スルピリド

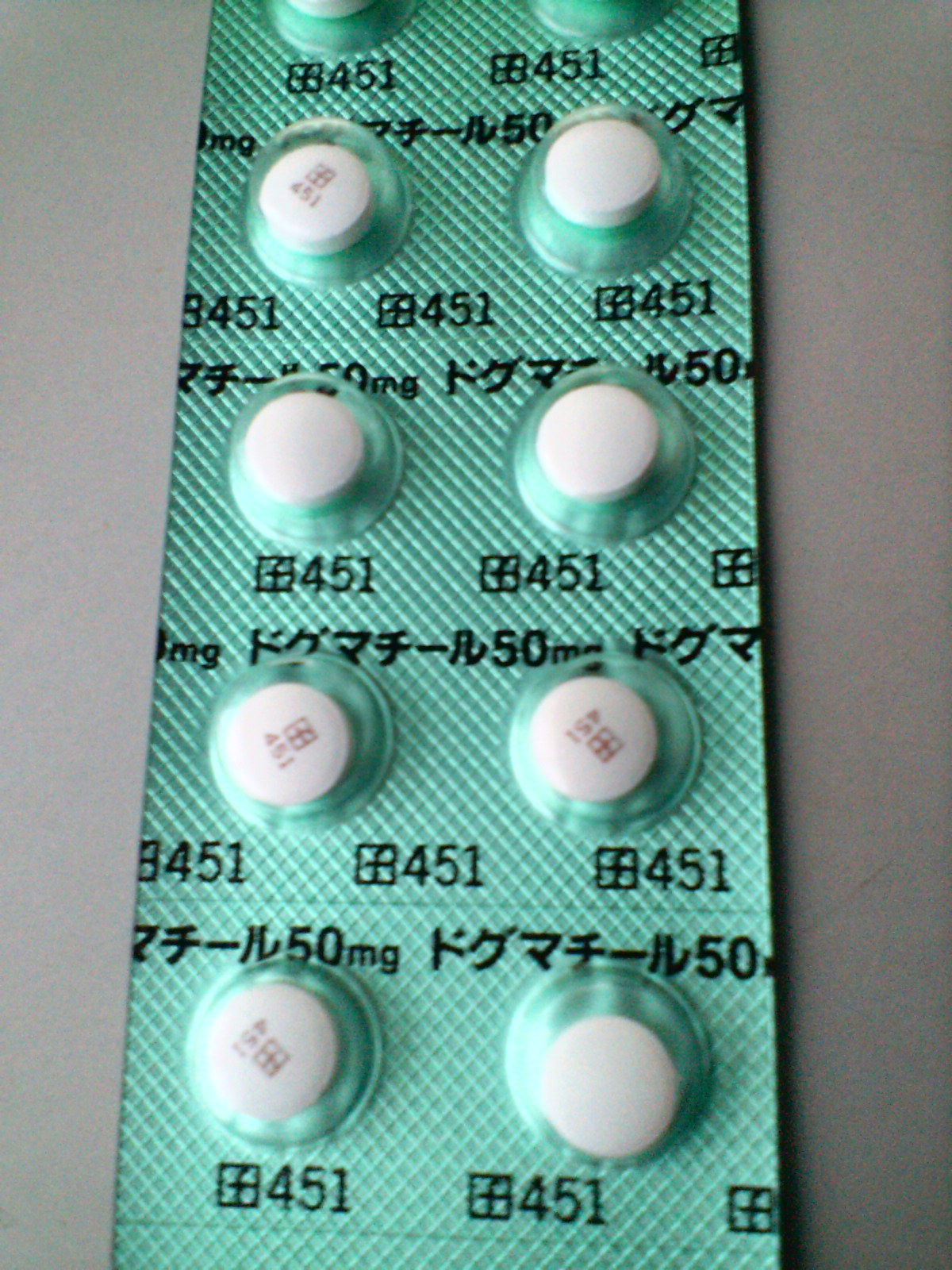
日本で処方されるスルピリドの一つ、ドグマチール50mgの錠剤

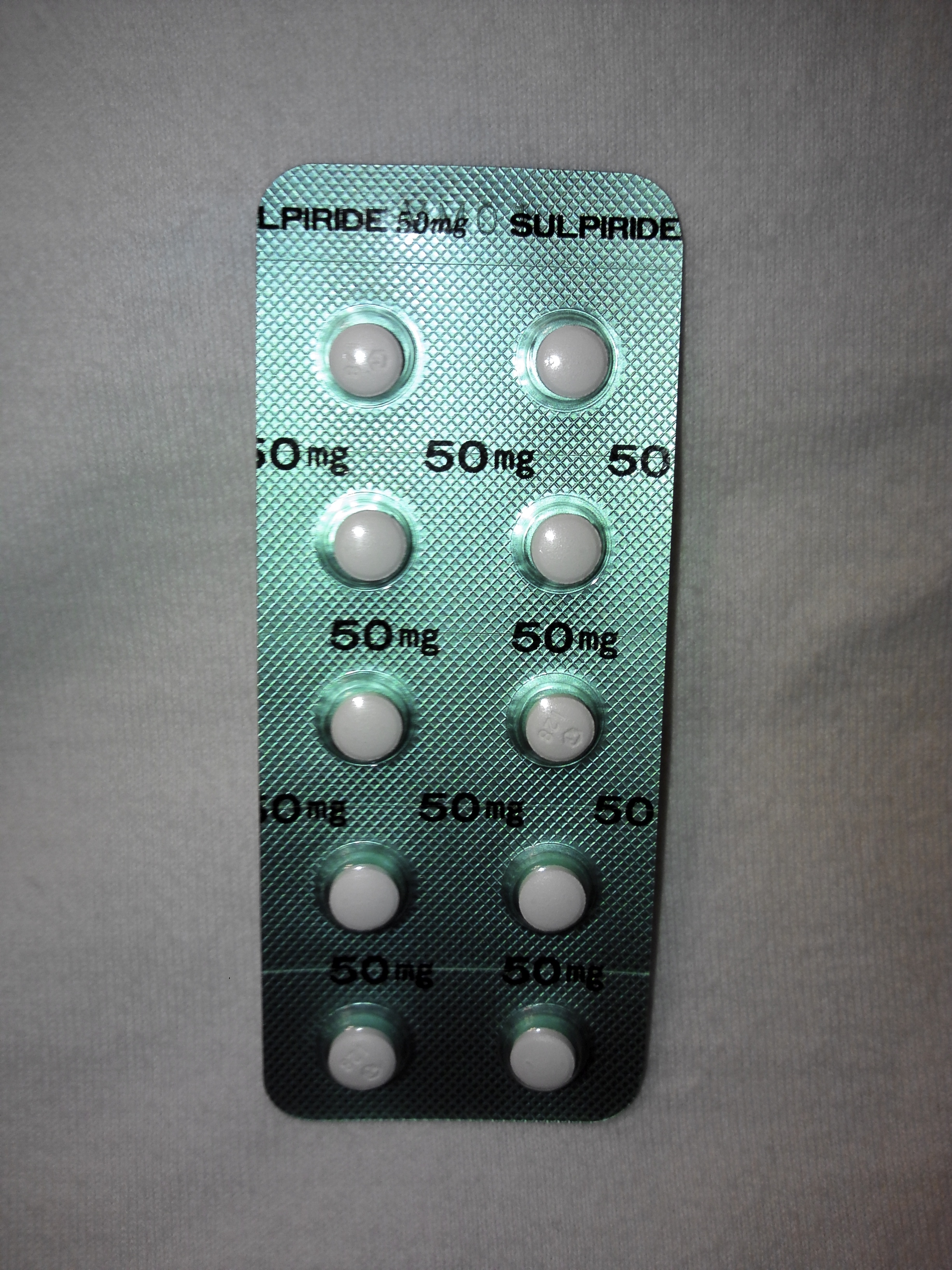
スルピリド錠50mg（TYK）錠剤
（テバ製薬、旧大正薬品工業製後発医薬品、日本国内版）

スルピリド（Sulpiride）は、ベンズアミド系の定型抗精神病薬である。
日本では1970年代に統合失調症、うつ病および胃潰瘍、十二指腸潰瘍の治療薬として承認されている。かつてよく用いられた薬剤である。ヨーロッパでは販売されているが、北アメリカでは承認されていない。商品名はドグマチール、アビリット、ミラドールなど。ハイリスク薬である。アカシジアや錐体外路症状を起こすことがある。スルピリドは多くの後発医薬品が存在するため薬価が安くなるケースもある。
精神病性の特徴を伴わない中等症・重症うつ病への使用は推奨されない。

## 効能・効果
胃・十二指腸潰瘍（50mg錠・細粒・筋注50mg）、統合失調症、うつ病・うつ状態。

※用量によって適応症が異なり、低用量では胃潰瘍、十二指腸潰瘍、うつ病、高用量では統合失調症に用いる。

## ガイドライン
日本うつ病学会による治療ガイドラインは、抗精神病薬としての副作用のため、精神病性特徴を伴わない中等症・重症うつ病に対する使用を推奨していない。使用されている地域が限られているため、使用のための証拠が乏しい。
高齢者では可能な限り使用を控えるべきで、使用の際には、1日50mg以下の使用量が望ましい。

## 禁忌
- プロラクチン分泌性の下垂体腫瘍の患者
- 褐色細胞腫の疑いのある患者

## 副作用（高用量の服用の場合）
吐き気、口の渇き、震え、立ち眩み、肝機能障害、不整脈、便秘、空腹感による食欲増進に加え、プロラクチン値上昇などが挙げられる。眠気をきたすが、16時以降の服用は、逆に不眠を引き起こす可能性があるため、避けた方がよい場合もある（ただし、服用すべき時間は医師の指示に従う）。また、錐体外路症状（震えや強張り、そわそわ感など）が現れる場合がある（薬剤性パーキンソン症候群）。時にスルピリドは、睡眠パターンの異常な変化、極度の疲労と脱力を引き起こす。
薬剤性パーキンソン症候群の副作用としては、全日本民医連の2013年度の統計では当薬は幅広い年齢層で使用され、そのほとんどがうつ病とこれに関連した食欲不振への処方であり、服用量はすべて1回50mg1日150mgまでであったが、精神・神経系の副作用が最も多く、8例でドーパミンD2受容体阻害作用が疑われるパーキンソン症候群の報告が6例あった。発現時期は、服用開始後2カ月後が最短で、不明とする報告例が多く、長期投薬により見過ごされている可能性も指摘される。
男性の場合、テストステロンが減少し性欲減退や射精困難（もしくは勃起不全）を招くほか、女性化乳房、乳頭痛、乳汁の分泌が発現する。うつの改善のためにこの薬を投与したものの、テストステロン減少で男性更年期障害の症状を呈し、いっそう活力が低下する悪循環がありうる。女性はホルモン異常（生理不順や乳汁の分泌など）が現れる。母乳内で検出されることもある。
なお、長期間の服用によって、遅発性ジスキネジア（口周辺の異常な運動や、舌の震え）が起きる。

## 薬理
スルピリドは、ベンザミド誘導体に分類される。ベンザミド系は、ドーパミンD2受容体とD3受容体に選択性が高い。ヒスタミン、ムスカリン性アセチルコリン、αアドレナリン受容体拮抗作用はほとんどない。そのため、他の抗精神病薬にあるような眠気や沈静などの副作用が比較的に少ない。
スルピリドの抗うつ作用は、ドーパミン神経系前シナプスのドーパミン自己受容体遮断によって、ドーパミンの分泌が増加することにより、抗精神病作用は後シナプスのドパミンD2受容体を遮断することによるものと考えられている。つまり、脳内ドパミン受容体に対し、抗ドパミン作用を示す。また、消化管のドパミンD2受容体を遮断する結果、アセチルコリンの分泌が促進される。そのアセチルコリンにより消化管運動が亢進し、食物の胃内貯留時間が短縮するため、食物と潰瘍部の接触が通常より回避されることから、胃潰瘍部分へのダメージを減少させ治療を促進する。

## 経緯

### 日本
1973年8月にドグマチール錠（カプセル）が発売された。医師の管理の下、1日最大1,200mgまでの投与が認められている。
のちに1981年9月にスルピリド錠（白色のフィルムコーティング錠）が発売された。

### 世界
ベンザミド系の薬剤として、フランスでまず開発が進んだため、アメリカでは承認されておらず、欧州でも主に統合失調症に用いられる。